# Geodena cinerea
Geodena cinerea är en fjärilsart som beskrevs av Robert H. Carcasson 1965. Geodena cinerea ingår i släktet Geodena och familjen mätare. Inga underarter finns listade i Catalogue of Life.